# Saccocoelium beauforti
Saccocoelium beauforti är en plattmaskart. Saccocoelium beauforti ingår i släktet Saccocoelium och familjen Haploporidae. Inga underarter finns listade i Catalogue of Life.